# أورتراند
ارتراند (بالألمانية: Ortrand) هي مدينة و بلدة ألمانية تقع في ألمانيا في براندنبورغ. يقدر عدد سكانها بـ 2,430 نسمة .